# 武翊黄
武翊黃（?—?），字坤輿，洛陽人。武元衡之子。
唐憲宗元和元年（806年）狀元，武翊黃在府選時為解頭（榜首），進士及第時是狀頭（狀元），博學宏詞科又為敕頭（第一），連中三元，時號“武氏三頭”。官至大理卿。翊黃又工書法，長慶元年（821年）題寫《張誠碑》。